# Ermanno II di Spanheim
Ermanno II di Spanheim (... – 4 ottobre 1181) fu duca di Carinzia dal 1161 fino alla morte.

## Biografia
Era il secondo figlio del duca Ulrico I di Carinzia († 1144) e sua moglie Giuditta di Zähringen, figlia del margravio Ermanno II di Baden. Apparteneva dunque alla dinastia di Sponheim.
Nell'aprile 1144 il duca Ulrico I morì e il fratello maggiore di Ermanno, Enrico VII, gli successe. Sposò Elisabetta, figlia del margravio Leopoldo di Stiria, ma morì senza figli il 12 ottobre 1161, ed Ermanno gli successe come duca della Carinzia.
Ermanno ebbe la l'assenso della successione da parte dell'imperatore Federico Barbarossa. Nel dicembre del 1161 fu solennemente intronato sulla sedia del duca (Vojvodski prestol) nella pianura di Zollfeld, alla presenza dell'arcivescovo Everardo di Salisburgo e del patriarca Ulrico II di Aquileia. Nel 1162 accompagnò l'imperatore nella sua campagna nel Regnum Italicum e nell'incontro fallimentare con il re Luigi VII di Francia.
Con vari gradi di successo cercò di consolidare la sua posizione in Carinzia ottenendo l'ufficio di un protettore (Vogt) sulla diocesi di Gurk e sui possedimenti carinziani del vescovato di Bamberga e del patriarcato di Aquileia. Come suo fratello, fu impegnato in dispute territoriali con i margravi della dinastia Otakar della Stiria e con i nobili locali, come i conti di Heunburg e Ortenburg. Alla morte di suo zio, il margravio Engelberto III d'Istria nel 1173, Ermanno non poté assumere il suo titolo di margravio, ma ereditò i suoi possedimenti personali intorno alla città di Sankt Veit, elevata a residenza ducale.

## Famiglia e figli
Intorno al 1173, Ermanno sposò Agnese di Babenberg, figlia del duca Enrico II d'Austria e vedova del re Stefano III d'Ungheria. Ebbero due figli conosciuti:
- Ulrico II, duca di Carinzia (1181-1202 ca.)[2]
- Bernardo, duca di Carinzia (1181-1256 ca.)[1]

Ermanno fu il primo duca di Sponheim ad essere sepolto nell'abbazia di San Paolo a Lavanttal, fondata dal suo bisnonno, il conte Engelberto di Spanheim nel 1091. Gli successe il figlio maggiore Ulrico II.